# Степові Хутори
Степові́ Хутори́ — село в Україні, у Макіївській сільській громаді Ніжинського району Чернігівської області. Населення становить 471 осіб. До 2020 орган місцевого самоврядування — Степовохутірська сільська рада.

## Історія
Як хутір Степні хутори (51 двір, 263 мешканця за переписом 1926 року) станом на 1927 рік - центр сільради Кобижського району Ніжинської округи.
Село виникло 1929 року після примусового переселення мешканців Носовських хуторів під час колективізації. Хоча на карті 1941 р. село не позначене. На місці села - декілька хуторів під спільною назвою Носовські. Спецпереселенці чинили організований опір свавіллю комуністичної влади. Відтак населений пункт був заблокований військами НКВС СРСР, а люди піддалися тортурам голодом. Згідно Енциклопедичного довідника Чернігівщина, село засноване 1940 року. Населення у 1979 році- 687 осіб, 1988 року - 548.

## Люди
В селі народився заслужений артист України Віталій Олексійович Свирид (1956).

## Галерея

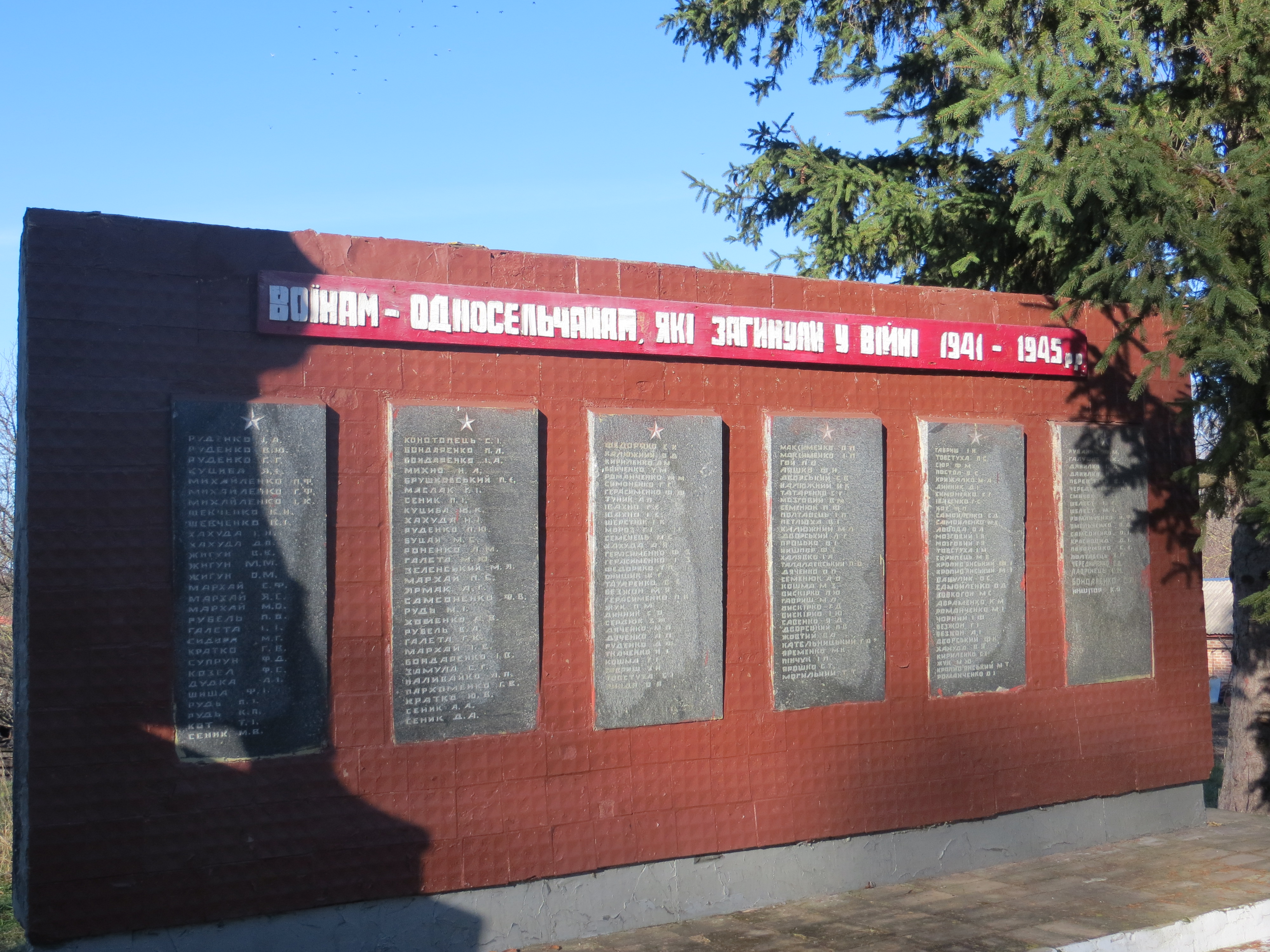